# نون و گلدون
نون و گلدون فیلمی به کارگردانی و نویسندگی محسن مخملباف ساختهٔ سال ۱۳۷۴ است.

## خلاصه
در دوران شاه، وقتی كه محسن مخملباف چریكی هفده ساله‌ است، به همراه دختری كه او هم چریك است برای خلع سلاح به یك پلیس حمله می كنند. پلیس و مخملباف همدیگر را زخمی می كنند و دختر ناپدید می شود.
بیست سال بعد، وقتی مخملباف كارگردانی ۳۷ ساله است و برای انتخاب بازیگران سلام سینما از طریق روزنامه آگهی می دهد، پلیس سابق نیز به خانه مخملباف رجوع می كند و از طریق دختر كوچك مخملباف به او پیغام می دهد كه خواستار نقشی در سینماست. مخملباف تصمیم می گیرد ماجرای خلع سلاح بیست سال پیش را از نگاه امروز به فیلم برگرداند. خودش جوانی هفده ساله را برای ایفای نقش جوانی اش انتخاب می كند. بعد هر كدام به همراه یك دوربین مستقل، جوانی خود را دنبال می كنند تا به شیوه‌ای كه آن حادثه در بیست سال پیش اتفاق افتاد، به سراغ واقعیت بروند. هر دو از دوسو به محل خلع سلاح می رسند، اما جوان هفده ساله‌ای كه جوانی مخملباف را بازی می كند، حاضر نیست دست به خشونت بزند و پلیس را، حتی به خاطر عدالت، زخمی كند. از آن سو معلوم می شود پلیس كه از ماجرای حمله خبر نداشته، آرام آرام عاشق دختر چریكی شده بوده است كه همراه مخملباف برای خلع سلاح او می آمده است و حتی وقتی زخمی و بیهوش می شود نیز پی به راز دختر نمی برد و غم آن عشق را بیست سال بر دل نگه می دارد و همه این‌ سال‌ها در جست‌وجوی عشق گمشده خود بوده است و اكنون كه پی می برد دختری كه عاشقش بوده همدست ضارب اوست در مقابل بیست سالی كه از دست داده، واكنش نشان می دهد.

## بازیگران
- میرهادی طیبی
- عمار تفتی
- علی بخشی جوزم
- مریم محمد امینی
- محرم زینال زاده
- فریبا فقیری
- مریم فقیری
- لطف اله قشلاقی
- علی ایرانی
- حنا مخملباف
- محسن مخملباف
- خدیجه پاک‌سرشت
- عبداله حاجی نقدی
- زهرا دانشور
- صدیقه شاکری

جوایز بین المللی: 
۱. نون و گلدون، جایزه ویژه هیات داوران، جشنواره لوكارنو، سوئیس ۱۹۹۶
۲. نون و گلدون، جایزه طلای جوانان، جشنواره لوكارنو، سوئیس ۱۹۹۶
۳. نون و گلدون، یكی از ده فیلم برتر جهان در دهه نود به انتخاب منتقدین و روسای جشنواره‏ های جهان ۱۹۹۹